# Уолш, Брэдли
Брэдли Джон Уолш (англ. Bradley John Walsh, род. 4 июня 1960 года) ― английский актер, комик, певец, телеведущий и бывший профессиональный футболист.
Уолш известен своими ролями Дэнни Болдуина в сериале «Улица Коронации» (2004-2006), сержанта Ронни Брукса в полицейском сериале «Закон и порядок: Лондон» (2009-2014) и Грэма О’Брайена в научно-фантастическом сериале «Доктор Кто» (2018-2021). Он также вел различные телевизионные шоу канала ITV, в том числе «Колесо фортуны» (1997), «Погоня» (2009–настоящее время), «Наличные в ловушке» (2016-2019).
В дополнение к своей телевизионной карьере он часто появляется в театральных шоу, особенно в пантомимах. Как музыкант выпустил два студийных альбома Chasing Dreams (2016) и When You're Smiling (2017), оба вошли в топ-10 UK Albums Chart.